# El Libro de Thoth
El Libro de Thoth es un libro escrito por el ocultista Aleister Crowley que describe la filosofía y el uso del tarot de Thoth, una baraja de tarot elaborada por Crowley y pintada por Frieda Harris. Forma parte (es el volumen III, #5) de The Equinox, una serie de publicaciones en forma de libro de la Astrum Argentum (A.·.A.·.), una orden mágica fundada por el propio Crowley y por Georges Cecil Jones en 1907. The Book of Thoth se publicó durante el equinoccio de primavera de 1944.
El tarot de Thot ha sido una de las barajas de tarot más vendidas del mundo. Los 200 volúmenes de la primera edición fueron encuadernados en piel de Marruecos durante la preguerra mundial y en menos de tres meses se habían recuperado las 1500 libras invertidas.

## Contenido
El libro está dividido en cuatro partes mayores:
- La teoría del tarot
- El Atu (arcanos mayores)
- Las cartas de corte
- Las cartas pequeñas

La primera parte se divide en tres capítulos. La parte dos, en dos capítulos y un apéndice. Las partes tres y cuatro tienen un capítulo. El libro incluye una serie de láminas que describen las cartas del tarot tal como las veían Crowley y Harris.
Hay dos apéndices. En el A se habla del uso del tarot en el arte de la adivinación. En el B se incluye el obiter dictum (dicho de paso), que muestra que las correspondencias no son arbitrarias y la clave del Libro de la vida (de la Cábala), con un diagrama que atribuye los trigramas del I Ching a las diez sefirot.